# Riksfäder
Riksfäder kallades under 1700-talet de statsmän i Sverige som deltagit i skapandet av frihetstidens statsskick (1719 och 1720).
Bland de som betecknas riksfäder kan nämnas:
- Pehr Ribbing[2]
- Jonas Wulfwenstierna[3]